# Ballonrakete
Eine Ballonrakete ist ein mit Luft (oder auch einem anderen Gas) gefüllter Ballon. Gegebenenfalls kann auch vor dem Aufpumpen noch etwas Wasser in den Ballon gegeben werden. Sie wird gestartet, in dem man die Öffnung des Ballons loslässt. Durch den Rückstoß des ausströmenden Gases wird sie vorangetrieben. Die Flughöhe beträgt einige Meter.
Die Ballonrakete besitzt keine technische Bedeutung. Sie wird gern als billiges und ungefährliches Gerät zur Demonstration des Rückstoßantriebs verwendet.